# セルゲイ・バラノフ
セルゲイ・バラノフ（Sergei Baranov, 1983年11月7日 - ）は、ウクライナハルキウ出身の男性フィギュアスケートアイスダンス選手で現在はフィギュアスケート振付師兼フィギュアスケート審判員。2003年冬季ユニバーシアード競技大会3位。パートナーはマリアナ・コズロワ。

## 経歴
ハルキウに生まれ、4歳のころにスケートを始めた。マリアナ・コズロワとカップルを結成し、1999-2000年シーズンよりISUジュニアグランプリに参戦し、2000-2001年シーズンのJGPバルト杯では3位となり、初めて表彰台に上った。
2000-2001年シーズンと2001-2002年シーズンにはJGPファイナルへ2度進出したが、メダル獲得はならなかった。また、世界ジュニア選手権にも2002年と2003年の2度出場したが、最高位は7位に留まった。2003年、シニアクラスの冬季ユニバーシアード競技大会で2位となる。
2003-2004年シーズンからはシニアクラスに完全転向し、ISUグランプリシリーズにも参戦を果たしたが、ラリック杯で10位となった。シーズン終了後に引退し、現在はパートナーのマリアナ・コズロワとともにフィギュアスケート振付師に転進。またウクライナのフィギュアスケート技術審判員としても活動している。

## 主な戦績
| 大会/年                       | 1999-00 | 2000-01 | 2001-02 | 2002-03 | 2003-04 |
| ----------------------------- | ------- | ------- | ------- | ------- | ------- |
| ウクライナ選手権              | 5       | 5       | 4       | 2       | 3       |
| GPラリック杯                  |         |         |         |         | 10      |
| ユニバーシアード              |         |         |         | 2       |         |
| スケートイスラエル            |         |         |         |         | 3       |
| 世界Jr.選手権                 |         |         | 9       | 7       |         |
| JGPファイナル                 |         |         | 6       | 5       |         |
| JGPブラオエン・シュベルター杯 |         |         |         | 2       |         |
| JGPベオグラード・スパロー     |         |         |         | 2       |         |
| JGPソフィア杯                 |         |         | 2       |         |         |
| JGPバルト杯                   |         | 3       | 2       |         |         |
| JGPチェコスケート             |         | 4       |         |         |         |
| JGPハーグ                     | 9       |         |         |         |         |

### 詳細
| 2003-2004 シーズン  |                                          |         |          |          |          |
| 開催日              | 大会名                                   | CD      | OD       | FD       | 結果     |
| 2003年11月14日-16日 | ISUグランプリシリーズ ラリック杯（パリ） | 8 27.13 | 10 35.06 | 10 65.01 | 10 127.2 |

| 2002-2003 シーズン   |                                                                |    |    |    |      |
| 開催日               | 大会名                                                         | CD | OD | FD | 結果 |
| 2003年2月24日-3月2日 | 2003年世界ジュニアフィギュアスケート選手権（オストラヴァ）     | 4  | 5  | 7  | 7    |
| 2002年12月12日-15日  | 2002ジュニアグランプリファイナル（ハーグ）                     | 5  | 5  | 5  | 5    |
| 2002年10月10日-6日   | ISUジュニアグランプリ ブラオエン・シュベルター杯（ケムニッツ） | 2  | 2  | 2  | 2    |
| 2002年9月12日-14日   | ISUジュニアグランプリ ベオグラード・スパロー（ベオグラード）   | 2  | 2  | 2  | 2    |